# Cinema Speculation
Cinema Speculation è una raccolta di saggi sul cinema scritta da Quentin Tarantino e pubblicata originariamente da HarperCollins nel 2022.
Il libro si concentra su alcuni film statunitensi degli anni '70 che l'autore ha visto per la prima volta in gioventù ed è ispirato all'opera della critica cinematografica Pauline Kael.

## Struttura
Il libro è un ibrido tra autobiografia e critica cinematografica con cui Tarantino ripercorre la sua giovinezza trascorsa principalmente nei cinema. Sua madre, infatti, lo portava regolarmente nelle sale, a volte anche a quegli spettacoli multipli tipici delle grindhouse, le quali, ogni giorno, passavano in rassegna due o tre film di serie B; Quentin poteva godersi ogni genere di spettacolo a condizione che non facesse troppe domande a chi lo accompagnasse, così già in tenera età assisteva pure a film violenti e riconducibili alla blaxploitation ma anche a capolavori quali Conoscenza carnale, Il padrino, Il mucchio selvaggio e Il braccio violento della legge. Un primo aneddoto è sul finale di Butch Cassidy: i due protagonisti muoiono o no? Da piccolo voleva che fosse mostrato, attualmente trova giusto quel fotogramma conclusivo.
Questo felice periodo della sua vita corrisponde alla fine della Vecchia Hollywood e all'arrivo della Nuova Hollywood, che vede entrare in scena nuovi autori capaci di scrivere importanti pagine della Storia del Cinema. Tarantino parte da questo antefatto per dare il via a un flusso di coscienza senza soluzione di continuità, raccontando il suo punto di vista su film degli anni Settanta (o poco prima) elencati alla rinfusa, elogiandone alcuni e stroncandone altri, snocciolando al riguardo curiosità, aneddoti storici e opinioni esclusivamente personali.
Un approfondimento importante è dedicato a Bullitt, celebre poliziesco di Peter Yates. L'autore lo descrive come un capolavoro che piazza Steve McQueen sopra il rivale Paul Newman ma punge lo spettatore medio: «Se chiedete di raccontare la trama [...] a qualcuno che non lo vede da qualche anno (anche se in passato l’ha visto più di una volta), non ne sarà capace». Ci si collega poi al successivo Ispettore Callaghan: il caso Scorpio è tuo!, il cui ruolo da protagonista fu rifiutato da McQueen e assegnato a Clint Eastwood. Diretto da Don Siegel, il poliziesco risulta molto divertente e Tarantino lo difende dalle accuse di fascismo che gli vennero indirizzate a causa della violenza contro gli afroamericani.
Un altro film con McQueen trova spazio in un capitolo apposito: Getaway! di Sam Peckinpah. Una foto di regista e attore assieme è sulla copertina americana del libro.
Dopo aver massacrato Un tranquillo weekend di paura, particolare attenzione viene riservata a due autori: Peter Bogdanovich, che Quentin vede sia come regista che come divulgatore al quale riallacciarsi prendendone il testimone, e Paul Schrader, analizzato attraverso la regia di Hardcore e soprattutto le sceneggiature di Rolling Thunder e Taxi Driver; è significativo considerare che quest'ultima è presa in considerazione nel capitolo che dà il titolo al libro: l'autore si chiede infatti cosa sarebbe successo che il copione sulle controverse vicende di Travis Bickle non fosse stato inizialmente rifiutato da Brian De Palma e di conseguenza ne immagina una versione influenzata da Hitchcock e Polański, quindi ancora più distante dall'idea originale di Schrader rispetto all'edulcorato noir metropolitano di Scorsese. Tarantino rivela che, nello script originale di Rolling Thunder, il protagonista Charles Rane avrebbe incontrato Travis Bickle. Ricordando che nelle prime proiezioni il film non era preso sul serio e il pubblico rideva delle assurdità commesse dal protagonista, conclude che Taxi Driver è «il figlio bastardo di Ispettore Callaghan: il caso Scorpio è tuo! e Il giustiziere della notte». Anche Rolling Thunder, girato da John Flynn, viene stravolto tra copione e realizzazione finale, ma stavolta il risultato finale viene giudicato più positivamente.
Tarantino parla bene di Fuga da Alcatraz (nonostante l'avesse inizialmente accolto con diffidenza), boccia Robert Altman, elogia fugacemente Non aprite quella porta, sentenzia che la protagonista di Jules e Jim sarebbe dovuta morire subito, dedica un intero capitolo a vari critici cinematografici dell'epoca descrivendone e valutandone l'operato. Tra gli altri film presi particolarmente in considerazione troviamo anche Daisy Miller, Le due sorelle, Taverna Paradiso e Il tunnel dell'orrore. È opportuno sottolineare che Tarantino non intende consigliare alcuna pellicola in particolare limitandosi a valutare quelle che gli sembrano significative per il suo percorso critico.
Tra le righe del saggio è facile recepire la costante e malinconica ricerca di una figura paterna da parte di Tarantino, che spesso si rifà ai vari compagni della madre che lo accompagnavano al cinema e chiude il libro parlando di uno di loro, l'afroamericano Floyd, così importante per la sua crescita che l'autore lo ricorderà anche alla cerimonia degli premi Oscar durante il ringraziamento per il premio alla sceneggiatura di Django Unchained. Cinema Speculation, quindi, sotto la veste di saggio critico nasconde un'identità da romanzo di formazione per il giovane Quentin Tarantino, al quale l'arte cinematografica non fa solo da grande passione ma anche da strumento principale per conoscere il mondo, cercare il dialogo con una persona mancante, trovare nuovi individui a cui snocciolare i dubbi di una vita.

## Edizioni in italiano
- Quentin Tarantino, Cinema Speculation, traduzione di Alberto Pezzotta, La nave di Teseo, 2023, ISBN 978-8834612316.